# 21714 Geoffreywoo
A 21714 Geoffreywoo (ideiglenes jelöléssel 1999 RX109) a Naprendszer kisbolygóövében található aszteroida. A LINEAR projekt keretében fedezték fel 1999. szeptember 8-án.